# Паоло Монеллі
Паоло Монеллі (італ. Paolo Monelli, нар. 27 січня 1963, Кастельново-не'-Монті) — італійський футболіст, що грав на позиції нападника, зокрема за «Фіорентину», а також молодіжну збірну Італії. По завершенні ігрової кар'єри — тренер.

## Клубна кар'єра
Народився 27 січня 1963 року в місті Кастельново-не'-Монті. Вихованець юнацьких команд футбольних клубів «Скандьянезе» і «Монца».
У дорослому футболі 16-річний гравець дебютував у лютому 1979 року виступами за головну команду «Монци» у Серії B, де протягом трьох сезонів взяв участь у 62 матчах чемпіонату. 
Влітку 1981 року молодий нападник перейшов до вищолігової «Фіорентини», в якій отримав статус резервного нападника, дублера основної атакувальної пари, яку складали Франческо Граціані та Даніель Бертоні. Свій перший досвід регулярних виступів у Серії A отримав у сезоні 1982/83, проведеному на умовах оренди в «Асколі».
1983 року повернувся до «Фіорентини», в якій замінив Граціані, що саме залишив команду, на позиції одного з основних нападників. У сезоні 1983/84 з 12 голами став найкращим бомбардиром «фіалок» у Серії A, обійшовши на два голи Бертоні. Однак згодом його результативність суттєво скоротилася і він врешті-решт втратив статус основного нападника команди. 
1987 року перейшов до друголігового на той час столичного «Лаціо», де сформував атакувальний тандем із Джузеппе Гальдеризі. Відіграв за цю команду один сезон, допомігши їй своїми 13-ма забитими голами виконати завдання з повернення до Серії A. Попри те, що головний тренер «Лаціо» Еудженіо Фашетті вважав Монеллі ключовою фігурою у тактичній побудові команди, президент римського клубу Джанмарко Каллері погодив продаж нападника за близько 2 мільярди лір до «Барі», що, зокрема, спричинило конфлікт між президентом і тренером з подальшою відставкою останнього.
У складі «Барі», до якого він перейшов влітку 1988 року, Монеллі склав пару нападників з Лоренцо Скарафоні і допоміг команді за результатами першого ж сезону підвищитися у класі до Серії A, забвивши 10 голів в іграх другого дивізіону. Згодом провів за «Барі» ще один сезон у найвищому італійському дивізіоні, в якому відзначився лише чотирма голами.
1990 року знову опинився у Серії B, ставши гравцем «Пескари». У цій команді зміг взяти участь у 14 іграх протягом двох з половиною сезонів, спочатку тривалий час відновлювався від травми, а згодом мав конфлікт з керівництвом клубу. На початку 1993 року став гравцем третьолігової «Віченци», згодом захищав кольори низки нижчолігових команд, останньою з яких 1998 року стала «Канцезе».
Загалом протягом ігрової кар'єри взяв участь у 167 матчах Серії A і 150 матчах Серії B. 

## Виступи за збірну
Протягом 1980–1984 років залучався до складу молодіжної збірної Італії. На молодіжному рівні зіграв у 15 офіційних матчах, забив 4 голи. Був учасником молодіжного Євро-1984.

## Кар'єра тренера
Після завершення ігрової кар'єри повернувся до «Монци», де протягом 2000–2013 років тренував молодіжну команду клубу.

## Титули і досягнення
- Володар Кубка Мітропи (1):

«Барі»: 1990